# Hieronim Barczak
Hieronim Stefan Barczak (ur. 27 sierpnia 1953 w Poznaniu) – piłkarz polski, wieloletni zawodnik i kapitan Lecha Poznań, reprezentant Polski.
Na boisku występował na pozycji obrońcy, zazwyczaj na lewym skrzydle. Treningi piłkarskie rozpoczął w klubie Polonia Poznań (od 1967), później był zawodnikiem Przemysława Poznań (1969-1970), ponownie Polonii (1970-1971), Lecha Poznań (1971-1986); w latach 1986–1988, na zakończenie kariery, grał w szwedzkim FF Soedertaelje. Przez czternaście sezonów bronił barw Lecha w ekstraklasie, wielokrotnie pełniąc funkcję kapitana; wystąpił w 367 meczach, co stanowi klubowy rekord. W tym czasie zagrał w 167 kolejnych meczach ekstraklasy, co jest trzecim wynikiem w historii tych rozgrywek. Mniej imponujący jest jego dorobek bramkowy – na boiskach ekstraklasy udało mu się strzelić jednego gola w 1980. Z wykształcenia szlifierz, po zakończeniu kariery zawodniczej próbował – bez większego powodzenia – pracy trenerskiej.
Od stycznia 2009 jest trenerem KS Phytopharm Klęka.

## Reprezentacja Polski
W 1980 zaliczył osiem występów w kadrze narodowej prowadzonej przez Ryszarda Kuleszę, był również reprezentantem Polski oldbojów.
| lp. | Data                 | Miejsce                 | Przeciwnik     | Rezultat | Rozgrywki  | Grał   | Uwagi |
| --- | -------------------- | ----------------------- | -------------- | -------- | ---------- | ------ | ----- |
| 1.  | 28 maja 1980         | Poznań                  | Szkocja        | 1-0      | towarzyski | 90'    |       |
| 2.  | 22 czerwca 1980      | Warszawa                | Irak           | 3-0      | towarzyski | do 46' |       |
| 3.  | 29 czerwca 1980      | São Paulo               | Brazylia       | 1-1      | towarzyski | 90'    |       |
| 4.  | 2 lipca 1980         | Santa Cruz de la Sierra | Boliwia        | 1-0      | towarzyski | 90'    |       |
| 5.  | 9 lipca 1980         | Bogota                  | Kolumbia       | 4-1      | towarzyski | 90'    |       |
| 6.  | 29 września 1980     | Chorzów                 | Czechosłowacja | 1-1      | towarzyski | do 46' |       |
| 7.  | 12 października 1980 | Buenos Aires            | Argentyna      | 1-2      | towarzyski | od 74' |       |
| 8.  | 19 listopada 1980    | Kraków                  | Algieria       | 5-1      | towarzyski | do 46' |       |